# Sylwia Czerniak
Sylwia Anna Czerniak (verheiratete Sylwia Anna Behnke) (* 29. November 1971 in Stettin) ist eine ehemalige deutsche Basketballspielerin.

## Laufbahn
Czerniak gelang 1993 mit dem VfL Bochum der Aufstieg in die 1. Damen-Basketball-Bundesliga. Sie verließ Bochum im Vorfeld der Saison 1996/97 und wechselte innerhalb der höchsten deutschen Spielklasse zur DJK Würzburg. Ab der Saison 1997/98 spielte sie bei der DJK Aschaffenburg (ebenfalls Bundesliga). Mit Aschaffenburg nahm Czerniak 1997/98 auch am europäischen Vereinswettbewerb Ronchetti Cup und 1998/99 an der Euroleague teil. Die 1,75 Meter große Aufbauspielerin war bis November 1998 in Aschaffenburg.
Czerniak bestritt im Zeitraum 1995 bis 1997 17 A-Länderspiele für Deutschland. Ihre beste Ausbeute in einem Länderspiele waren 19 Punkte Ende Dezember 1995 gegen die Auswahl Litauens. 1997 war sie Europameisterschaftsteilnehmerin.